# Xeodrifter
Xeodrifter ist ein Metroidvania-Computerspiel, das von dem US-amerikanischen Entwicklerstudio Renegade Kid entwickelt und am 11. Dezember 2014 in Nordamerika bzw. am 18. Juni 2015 in PAL-Regionen für den Nintendo 3DS, am 11. Dezember 2014 für Microsoft Windows, am 30. Juli 2015 für die Wii U, am 1. September 2015 für PlayStation 4 und PlayStation Vita und am 15. Februar 2018 für Nintendo Switch veröffentlicht wurde.
Das Spiel wird aufgrund seiner Ähnlichkeit mit den Spielen der Metroid-Serie häufig mit diesen verglichen und greift u. a. auf Elemente früherer Titel des Entwicklerstudios wie z. B. das Interagieren mit dem Hintergrundbereich aus Mutant Mudds (2012) zurück.

## Handlung und Spielprinzip
Xeodrifter ist ein Metroidvania-Computerspiel, bei dem der Spieler einen Astronaut spielt, dessen Raumschiff von einem Asteroid beschädigt wurde und dessen einziger Weg es zu reparieren ist, die vier um ihn gelegenen Planeten (Level) zu besuchen. Die Planeten können in beliebiger Reihenfolge besucht werden, die Erkundung dieser hängt jedoch von den in den Leveln zu findenden Power-Ups ab, da sich der Spieler nur mit diesen Zugang zu neuen Gebieten verschaffen kann.

## Rezeption
Xeodrifter wurde von der Fachpresse zu Release insgesamt positiv aufgenommen, wobei das Spielprinzip und die -mechaniken gelobt und die repetitiven Bosse und die relativ kurze Spielzeit kritisiert wurden. Auf der Bewertungswebsite Metacritic hält die Nintendo-3DS-Version des Spiels – basierend auf 17 Bewertungen – einen Metascore von 73 von 100 möglichen Punkten.